# BaianaSystem
 (mai 2024).
BaianaSystem (ou Baiana System) est un groupe musical brésilien formé en 2009 dans la ville de Salvador avec un concept musical basé sur des rythmes internationaux, comme le reggae, mélangé à des rythmes afro-brésiliens comme le "afoxé", le "ijexá" ou bien le samba-reggae. Le groupe s'est structuré autour de l’objectif de trouver de nouvelles formes d'utilisation de la guitarra baiana, instrument créé en 1940.[source insuffisante],
Parmi ses œuvres majeures, on retrouve la chanson Playsom, qui a été la seule chanson brésilienne à intégrer la bande-son de FIFA 16,, et aussi la chanson Sulamericano en collaboration avec Manu Chao, chanson thème de la telenovela brésilienne Um Lugar ao Sol. En 2020, le groupe a eu le Grammy latino de meilleur album de rock ou alternatif en langue portugaise avec son album O Futuro Não Demora,,,

## Formation et Carrière

### Formation
Le groupe, formé en 2009 et composé par Russo Passapusso, Roberto Barreto, Marcelo Seco (Seko Bass) et Filipe Cartaxo  a sorti son premier album homonyme en 2010.Le nom "Baianasystem" vient de la jonction de "Baiana" (la guitarra baiana) avec sound system. En 2016, ils ont sorti un second album "Duas Cidades", qui contient leur succès "Lucro (Descomprimindo).",L'album "O Futuro Não Demora" (2019), fait en collaboration avec d'autres artistes comme Manu Chao, BNegão, Edgar, Curumin et Lourimbau, a remporté le Grammy Latino en 2020 de meilleur album de rock ou musique alternative en langue portugaise. En 2021, le groupe a sorti l'album "Oxeaxeexu" qui compte notamment avec la collaboration de Chico César pour la chanson "Brasiliana".

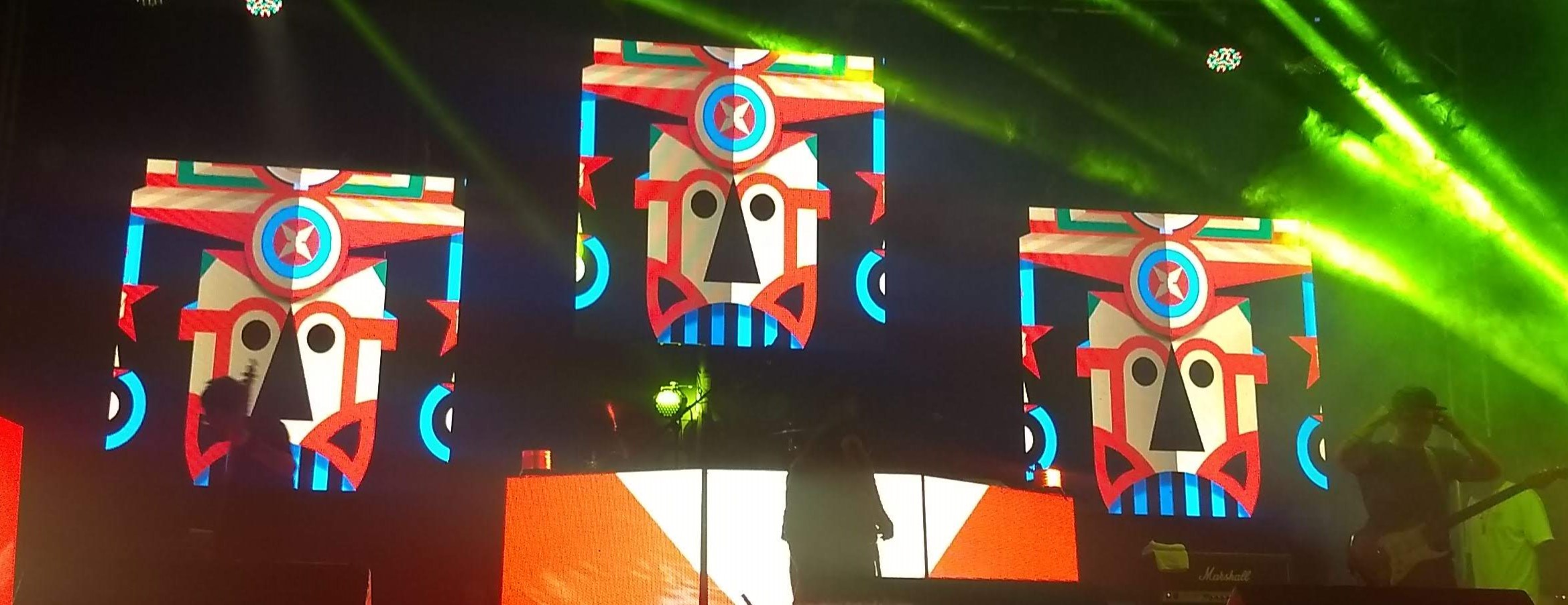
BaianaSystem lors d’un concert à Fortaleza - CE en juillet 2019

Le groupe possède son propre label, Máquina de Louco, qui depuis 2019, est ouvert à la production d'autres artistes,.

### Tournées
Ils ont une présence pérenne dans les festivals nationaux, par exemple, dans la IIIème Expo International du Jour de la Conscience Noire,le Festival de Verão (Festival d'été) et surtout pendant la période de Carnaval,. Ils comptent aussi avec un grand nombre de tournées internationales, notamment en Europe et en Asie.

## Discographie

### Albums
- Baianasystem (2010)
- Duas Cidades (2016)
- O Futuro Não Demora (2019)
- OxeAxeExu (2021)
- O Mundo Dá Voltas (2025)

### Dubs, Remix et Versions
- Outras Cidades (2015)
- BatukeBox (2016)
- Futuro Dub (2020)
- Gil Baiana (2020)

### Singles
- Terapia; Amendoim Pão de Mel (2013)
- Calundu; Pangeia; Pangeia Dub (2013)
- Playsom (2015)
- Lucro/Descomprimido (2016)
- Forasteiro (2016)
- Invisível (2017)
- Capim Guiné (2017)
- Ziquizira (2018)
- Alfazema (2018)
- O Segundo Sol (2018)
- Água (Versão Estendida, 2019)
- Fogo (Versão Estendida. 2019)
- Saci (Remix, 2019)
- Libertação (2019)
- Olho de Boi (2019)
- Cabeça de Papel (2019)
- Miçanga (2020)
- Corrida Elétrica (2020)